# スタディオ・ディノ・マヌッツィ
スタディオ・ディノ・マヌッツィ（Stadio Dino Manuzzi）は、イタリア・エミリア＝ロマーニャ州チェゼーナにあるサッカースタジアム。チェゼーナFCがホームスタジアムとしている。収容人数は23,860。2011/12シーズンより人工芝のピッチを使用している。

## 概要
スタジアムの名称は、1964年から1980年までACチェゼーナの会長を務めたディノ・マヌッツィの名を冠している。
2010/11シーズン、長友佑都がACチェゼーナに所属してこのスタジアムでプレーしていた。
2011年8月13日、ラグビーワールドカップに向けた強化のため、イタリア遠征中のラグビー日本代表がイタリア代表とのテストマッチを行った。